# Alfred von Wegerer
Alfred Camille Rudolf Reinhold Leo Arthur von Wegerer (* 22. Februar 1880 in Rastatt; † 19. Juli 1945 in Berlin) war ein deutscher Major und Historiker, der als Kämpfer gegen die „Kriegsschuldlüge“ gilt.

## Leben

### Herkunft
Alfred von Wegerer war ein Sohn des preußischen Generals der Infanterie Rudolf von Wegerer (1852–1929). Seine Mutter war die Dichterin Asta, geborene von Seebach und Tochter des Staatsministers Camillo von Seebach. Sein Großvater war August Ferdinand von Wegerer (1812–1887).

### Werdegang
Nach dem Besuch des Kadettenkorps wurde Wegerer am 22. März 1900 als Leutnant im Füsilier-Regiment „von Gersdorff“ (Hessisches) Nr. 80 der Preußischen Armee in Wiesbaden angestellt. Er diente als Adjutant des I. Bataillons und stieg Mitte Oktober 1909 zum Oberleutnant auf. Ab 1910 absolvierte er zur weiteren Ausbildung für drei Jahre die Kriegsakademie in Berlin und wurde am 18. Oktober 1913 unter Beförderung zum Hauptmann ohne Patent in das Füsilier-Regiment „General-Feldmarschall Prinz Albrecht von Preußen“ (Hannoversches) Nr. 73 versetzt. Das Patent zu seinem Dienstgrad erhielt er am 27. Januar 1914.
Im Ersten Weltkrieg war Wegerer Kompaniechef und Bataillonskommandeur, bevor er im November 1917 in das Osmanische Reich zur Heeresgruppe Yilderim kam. Im März 1918 wurde er deutscher Generalstabsoffizier beim osmanischen AOK 4 und im Oktober des gleichen Jahres Verbindungsoffizier der osmanischen 2. Armee.
Nach dem Krieg war er von April bis Juni 1919 beim Grenzschutz Ost und kam im Oktober 1919 zur Sicherheitspolizei. Am 20. Dezember 1919 wurde er Major und am 1. April 1920 verabschiedet.
Von 1914 bis 1921 war er Mitarbeiter der antikommunistischen „Liga zum Schutze der deutschen Kultur“ und wurde in der Zeit des Nationalsozialismus als Vorkämpfer gegen die Kriegsschuldlüge verehrt. Ab 1. Oktober 1921 war er erst Geschäftsführer und dann bis zur Auflösung am 1. Januar 1937 Leiter der Zentralstelle für Erforschung der Kriegsursachen in Berlin. Im Rahmen der Zentralstelle war er am 1. Juli 1923 Gründer der Berliner Monatshefte, in der er publizierte. Im Herbst des gleichen Jahres gründete er die Gesellschaft für Erforschung der Kriegsursachen. Ab 1. Oktober 1930 war er bei der Kriegsgeschichtlichen Forschungsanstalt des Heeres angestellt.
Im Februar 1933 erklärte seinen Beitritt zur Deutschnationalen Volkspartei. Für sein Kampf gegen die „Kriegsschuldlüge“ verlieh ihm die Universität Gießen die Ehrendoktorwürde.
Im Laufe seiner Karriere schrieb er über 300 Aufsätze.

## Schriften
- Bibliographie zur Vorgeschichte des Weltkrieges. Quader-Verlag, Berlin 1934.
- Der Ausbruch des Ersten Weltkriegs 1914. Band I & II, Hanseatische Verlagsanstalt, Hamburg 1939.
- Der entscheidende Schritt in den Weltkrieg. Quader-Verlag, Berlin 1931.
- Die entscheidenden Ergebnisse der Kriegsschuldforschung. Hoursch & Bechstedt, Köln 1932.
- Die Wiederlegung der Versailler Kriegsschuld. Verlag Reimar Hoobing, Berlin 1928.